# Валль, Эли ульд Мохаммед
Эли ульд Мохамед Валль (араб. إعلي ولد محمد فال‎) — государственный и военный деятель Мавритании. С 3 августа 2005 по 19 апреля 2007 года занимал должность председателя Военного совета правосудия и демократии.

## Биография
Родился в 1953 году в городе Нуакшоте, французская колония Мавритания.
Проходил обучение во французских военных школах в Экс-ан-Провансе и Ле Мане, в 1973 году поступил в марокканскую Королевскую военную академию в Мекнесе.
Во время войны с западносахарским ПОЛИСАРИО Валль командовал гарнизонами Бир-Могрейн, Уадан и Айн-Бентели. В 1979 году был переведён в штаб армии, в 1982 году назначен на должность командующего 7-м военным округом, расположенным у границ Сенегала. Спустя год его вернули в столицу, в штаб 6-го военного округа. На момент переворота, случившегося в декабре 1984 года, Валль возглавлял столичный гарнизон. В конце 1985 года полковник Валль был назначен генеральным директором Национальной службы безопасности, занимал этот пост почти 20 лет.
В августе 2005 года, когда президент страны Маауйя ульд Сиди Ахмед Тайя находился за рубежом, в Мавритании произошёл военный переворот. Полковник Эли ульд Мохамед Валль, бывший соратник опального президента Тайя, являлся лидером заговорщиков и возглавил Военный совет за правосудие и демократию. Эли ульд Мохамед Валль сделал заявление, что демократия в стране будет восстановлена, и в 2006 году в Мавритании прошёл референдум о конституционных реформах. Большинство избирателей одобрили внесение изменений в конституцию, которые включали в себя: изменение срока президентства с 6 на 5 лет, а также было внесено дополнение, что один человек не может занимать пост президента более двух сроков. В марте 2007 года были проведены президентские выборы и  Сиди Мохаммед ульд Шейх Абдуллахи стал первым демократически избранным президентом Мавритании.
5 мая 2017 года Эли ульд Мохамед Валль скончался от сердечного приступа в Зуэрате.